# Margattea buitenzorgensis
Margattea buitenzorgensis är en kackerlacksart som beskrevs av Andrew Nelson Caudell 1927. Margattea buitenzorgensis ingår i släktet Margattea och familjen småkackerlackor. Inga underarter finns listade i Catalogue of Life.